# Kalinowo (powiat łomżyński)
Kalinowo – wieś w Polsce położona w województwie podlaskim, w powiecie łomżyńskim, w gminie Piątnica.
| SIMC    | Nazwa | Rodzaj  |
| ------- | ----- | ------- |
| 0403637 | Wyrąb | kolonia |

Wierni kościoła rzymskokatolickiego należą do parafii Przemienienia Pańskiego w Piątnicy.

## Historia
W latach 1921–1939 wieś i folwark leżał w województwie białostockim, w powiecie łomżyńskim, w gminie Drozdowo.
Według Powszechnego Spisu Ludności z 1921 roku zamieszkiwało:
- wieś – 317 osób, 309 było wyznania rzymskokatolickiego, 8 mojżeszowego. Jednocześnie 309 mieszkańców zadeklarowało polską przynależność narodową a 8 żydowską. Było tu 50 budynków mieszkalnych
- folwark – 63 osoby, 58 było wyznania rzymskokatolickiego, 5 mojżeszowego. Jednocześnie wszyscy mieszkańcy zadeklarowali polską przynależność narodową. Było tu 5 budynków mieszkalnych [7].

Miejscowości należały do parafii rzymskokatolickiej w Piątnicy. Podlegała pod Sąd Grodzki i Okręgowy w Łomży; właściwy urząd pocztowy mieścił się w Łomży.
W wyniku napaści ZSRR na Polskę we wrześniu 1939 miejscowość znalazła się pod okupacją sowiecką. Od czerwca 1941 roku pod okupacją niemiecką. Od 22 lipca 1941 do 1945 włączona w skład Landkreis Lomscha, Bezirk Bialystok III Rzeszy.
Do 1954 roku miejscowość należała do gminy Drozdowo. Z dniem 18 sierpnia 1945 roku została wyłączona z woj. warszawskiego i przyłączona do woj. białostockiego. W latach 1975–1998 miejscowość administracyjnie należała do województwa łomżyńskiego.
Urodził się tutaj błogosławiony katolicki ks. Adam Bargielski.